# دشمنان، یک داستان عاشقانه (فیلم)
دشمنان، یک داستان عاشقانه (به ییدیش: [Sonim, di Geshichte fun a Liebe] Error: {{Lang}}: متن دارای نشانه‌گذاری ایتالیک است (راهنما)) فیلمی در ژانر رمانتیک و درام به کارگردانی پل مازورسکی است که در سال ۱۹۸۹ منتشر شد.

## خلاصه فیلم
یک سایه‌نویس درگیر رابطه عاشقانه با همسر فعلی خود، یک زن متأهل و همسر سابقش می‌شود و…

## بازیگران
- ران سیلور در نقش هرمان برودر
- آنجلیکا هیوستون در نقش تامارا
- لنا اولین در نقش ماشا
- آلن کینگ در نقش خاخام لمبک
- الیا باسکین در نقش یاشا کوبیک
- جودیت مالینا در نقش مادر ماشا
- پل مازورسکی در نقش همسر سابق ماشا